# Artur de Sá Meneses
Artur de Sá Meneses (Lisboa, siglo XVII-Reino de Portugal, enero de 1709) fue un administrador colonial portugués. Fue Gobernador general de la Capitanía de Río de Janeiro entre 1699 y 1702 durante la fiebre del oro.
Fue el primer gobernador nombrado con el grado de capitán general. Cumpliendo las instrucciones que recibió, se ocupó en estimular el desarrollo de la exploración de las minas descubiertos por los paulistas realizando varios viajes a São Paulo y al territorio de las minas. Durante su gobierno se transfirió a Río de Janeiro la Casa de Moneda y se adquirió, para residencia de los gobernadores, la casa de Pedro de Sousa Pereira ubicado en la rúa Direita (actual rúa Primero de Marzo) en el edificio donde hoy se ubica la dirección general de los correos. Asimismo, inició la construcción de una vía que uniera Río de Janeiro con el territorio de las minas. 